# مطاعم بيغ بوي
مطاعم بيغ بوي هي سلسلة مطاعم وجبات سريعة أمريكية تأسست في 1936 ويقع مقرها الرئيسي في وارين،ميشيغان.